# Ciclo della ''Gerusalemme Liberata'' (Paolo Finoglio)
Il Ciclo della Gerusalemme Liberata è formato da dieci dipinti in olio su tela di grandi dimensioni realizzate tra 1640 e 1643 dall'artista napoletano Paolo Finoglio. Si tratta del più importante ciclo dedicato al poema di Torquato Tasso realizzato in Italia meridionale. Le tele, realizzate su commissione del conte Giangirolamo II Acquaviva d'Aragona, sono oggi conservate nella Pinacoteca Paolo Finoglio di Conversano, nella Città metropolitana di Bari.

## Storia
Nato nel 1600, Giangirolamo II era figlio di Giulio Acquaviva d'Aragona, conte di Conversano, e sua cugina Caterina, duchessa di Nardò; alla morte dei genitori (rispettivamente 1626 e 1636) egli acquisì entrambi i titoli. Nei territori da lui amministrati, dietro consiglio della moglie Isabella Filomarino, l'Acquaviva d'Aragona instaurò una politica improntata al mecenatismo, adottando l'arte come mezzo di propaganda; per questo motivo, intorno al 1636, chiamò a corte Paolo Finoglio, il quale, caso unico per il notabilato meridionale, divenne artista di corte. Finoglio si occupò di allestire la quadreria del conte, che arrivò a comprendere circa 800 dipinti di artisti caravaggeschi e naturalisti di scuola napoletana, tra cui Battistello Caracciolo e Artemisia Gentileschi; più avanti curerà l'apparato iconografico della chiesa dei santi Cosma e Damiano, vero e proprio monumento alla dinastia del conte, per la quale realizzerà sei pale d'altare e i cartoni per gli affreschi del soffitto, eseguiti verosimilmente dai suoi allievi all'indomani della sua morte. La permanenza in Puglia consentì inoltre all'artista di entrare in contatto con altri artisti di spicco, come Carlo Rosa e Cesare Fracanzano.
Intorno al 1640 il conte conferì a Finoglio l'incarico di realizzare dieci tele di dimensioni monumentali ritraenti scene della Gerusalemme Liberata. La scelta di tale soggetto non fu casuale, poiché il poema tassiano era ancora molto di moda in quel periodo, ed era ritenuto summa degli ideali cavallereschi a cui la nobiltà dell'epoca doveva ispirarsi. Giangirolamo II millantava inoltre di essere discendente di Tancredi d'Altavilla, protagonista del poema; in realtà il suo antenato (tra l'altro in una linea genealogica molto discussa) era il quasi omonimo Tancredi di Lecce, che nulla aveva a che fare con le Crociate e con la Gerusalemme Liberata.
Finoglio lavorò alle tele negli ultimi anni della sua vita, certamente con aiuti di bottega. Nel 1642 Giangirolamo II fu arrestato e tradotto a Madrid per illeciti finanziari e fellonia; tornerà solo nel 1647, due anni dopo la morte del Finoglio. L'autografia delle tele è comunque fuori discussione, e gli interventi di bottega sono ritenuti molto limitati. Le dieci tele della Gerusalemme Liberata, assieme alle pale d'altare per la chiesa dei santi Medici, sono considerate i capolavori dell'artista partenopeo.
Le tele rimasero nel castello di Conversano fino al 1826 quando, con l'eversione della feudalità, i beni della famiglia Acquaviva d'Aragona furono messi all'asta; vennero acquistate dal principe Alessandro Raffaele Torlonia, che le trasferì a Roma presso Villa Torlonia, dove rimasero fino al 1983 quando, messe di nuovo all'asta, tornarono di proprietà del comune di Conversano. Pazientemente restaurate, sono ora esposte nella pinacoteca cittadina, che dal 2016 porta il nome del loro autore.

## Descrizione
Le tele sono di dimensioni monumentali (metri 4,5x3) e rappresentano dieci scene tratte dalla Gerusalemme Liberata. Lo stile adoperato è tardomanierista, con vaghi accenni al caravaggismo, di cui Finoglio era estimatore senza tuttavia farne mai il proprio stile; il lavoro del Caravaggio è tuttavia citato espressamente in più scene; come nelle opere del pittore lombardo, inoltre, i personaggi principali vestono abiti di moda all'epoca di realizzazione, mentre quelli secondari indossano vestiti di foggia più antica e atemporale. Sullo sfondo di alcuni dipinti sono raffigurate scene minori, talvolta riconducibili a determinate sequenze del poema. Sussistono alcuni errori prospettici, dovuti al fatto che con ogni probabilità le tele erano state pensate per essere ammirate dal basso.
Studi recenti hanno confermato, sulla base di confronti stilistici e materiali utilizzati, che il primo dipinto a essere realizzato fu il Supplizio di Sofronia e Olindo; l'ultimo fu invece Rinaldo lascia l'isola incantata, ritenuto tra l'altro il quadro più innovativo dell'intero ciclo a livello tecnico e compositivo.

### Scene
Rispetto a cicli analoghi, quello di Conversano si distingue per la scelta di rappresentare episodi meno noti del poema: personaggi come Goffredo di Buglione o Erminia, frequentemente ritratti in altri cicli, sono quasi del tutto assenti; la storia tra Rinaldo e Armida, della quale veniva in genere rappresentata solo la scena del giardino incantato, viene invece diluita in quattro tele, che espandono la sequenza fino alla partenza di Rinaldo e costituiscono un vero e proprio "ciclo nel ciclo". Si prediligono, in definitiva, episodi che fanno maggiormente emergere le tematiche del sacrificio e dell'abnegazione, in ossequio al motto del casato Acquaviva d'Aragona Fortitudine Pares (Nella forza eguali, sottointeso a eroismo e virtù).
Le scene rappresentate sono, in ordine di apparizione nel poema:
- Supplizio di Sofronia e Olindo (Canto II): la giovane Sofronia si addossa una colpa ingiustamente data a un gruppo di cristiani, e viene perciò condannata al rogo; Olindo, innamorato di lei, la segue sulla pira, ma i due vengono salvati da Clorinda, che stupita dal loro eroismo ne baratta la liberazione col proprio impegno sul campo di battaglia. Nel dipinto c'è un'espressa citazione di Caravaggio nella figura del vecchio che indica i protagonisti, la cui posa riprende quella di Cristo nella Vocazione di san Matteo esposto nella Cappella Contarelli a San Luigi dei Francesi in Roma; il personaggio nell'angolo in alto a destra è ritenuto un autoritratto del Finoglio.

- Incontro di Tancredi e Clorinda (Canto III): Tancredi insegue un cavaliere saraceno che ha visto allontanarsi dal campo; quando riesce a levargli l'elmo, rimane stupefatto nel vedere una donna, Clorinda, della quale si innamora a prima vista. La guerriera ne approfitta per tramortirlo e fuggire.

- Duello tra Argante e Raimondo di Tolosa (Canto VII): il guerriero musulmano Argante, oltraggiato da Rinaldo, chiede di duellare contro di lui, ma questi è lontano dal campo di battaglia, soggiogato dalla magia di Armida; al suo posto si offre il vecchio Raimondo di Tolosa, certo di andare incontro alla morte per la sua età avanzata. In realtà, per intervento divino, lo scontro finisce pari: scende infatti un angelo che, riflettendo la luce del sole su uno scudo, acceca Argante, permettendo a Raimondo di spezzargli la spada. Il momento qui ritratto è quello in cui, preso dall'ira, il guerriero saraceno scaglia l'elsa della propria spada contro il rivale.

- Battesimo di Clorinda (Canto XII): dopo un furioso duello, Tancredi ferisce a morte Clorinda. Prima di spirare, la guerriera (che ha scoperto di avere in sé sangue cristiano), chiede di ricevere il Battesimo, che il guerriero pietosamente le somministra.

- Rinaldo e Armida nel giardino incantato, Rinaldo e lo scudo del mago di Ascalona, Armida tenta di trattenere Rinaldo, Rinaldo lascia l'isola di Armida (Canto XVI): la maga Armida, nipote del musulmano Idraote, ha sedotto Rinaldo, campione dei cristiani, per mezzo di uno specchio fatato, finendo poi per innamorarsene. Carlo e Ubaldo, commilitoni di Rinaldo, viaggiano fino all'isola dove la maga ha condotto il paladino, e dopo aver oltrepassato molti pericoli lo ritrovano ad amoreggiare con lei in un lussureggiante giardino incantato; quando gli mostrano la propria immagine riflessa in uno scudo magico il guerriero rinsavisce e, nonostante Armida tenti di trattenerlo, lascia l'isola per tornare a combattere. La maga lo maledice. Nell'ultima scena, nell'angolo in basso a sinistra, si vede un personaggio femminile che naviga con Rinaldo e i suoi soldati: esso è probabilmente la personificazione della Fortuna, considerando che nel poema Tasso dice che la barca con cui il paladino torna a casa è guidata dalla Regal Fortuna.

- Erminia ritrova Tancredi ferito (Canto XIX): dopo il furioso duello in cui ha sconfitto Argante, Tancredi giace ferito gravemente. Erminia, segretamente innamorata di lei, lo trova e lo cura, salvandolo da morte certa. Sullo sfondo del dipinto sono riconoscibili il Castello di Lecce e il Maschio Angioino di Napoli, città in cui Paolo Finoglio visse e lavorò a lungo. Questo è l'unico dipinto del ciclo in cui compare Erminia, la cui vicenda (in particolare la sua permanenza tra i pastori) era invece spesso soggetto di dipinti.

- Rinaldo (o Goffredo) fa strage di nemici (Canto XX): una rappresentazione della battaglia decisiva per la liberazione del Santo Sepolcro; si discute se il protagonista rappresentato sia Rinaldo oppure Goffredo: in questo caso, sarebbe l'unica rappresentazione in tutto il ciclo del protagonista dell'opera. L'impostazione piramidale della scena e la postura dei personaggi cita espressamente la presa dello stendardo, scena tratta dalla Battaglia di Anghiari di Leonardo da Vinci.

## I dipinti

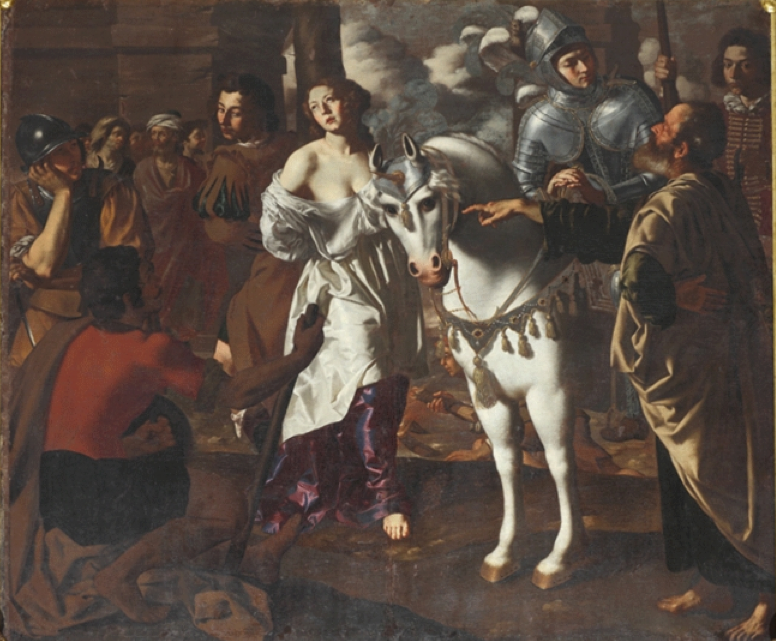
Supplizio di Olindo e Sofronia
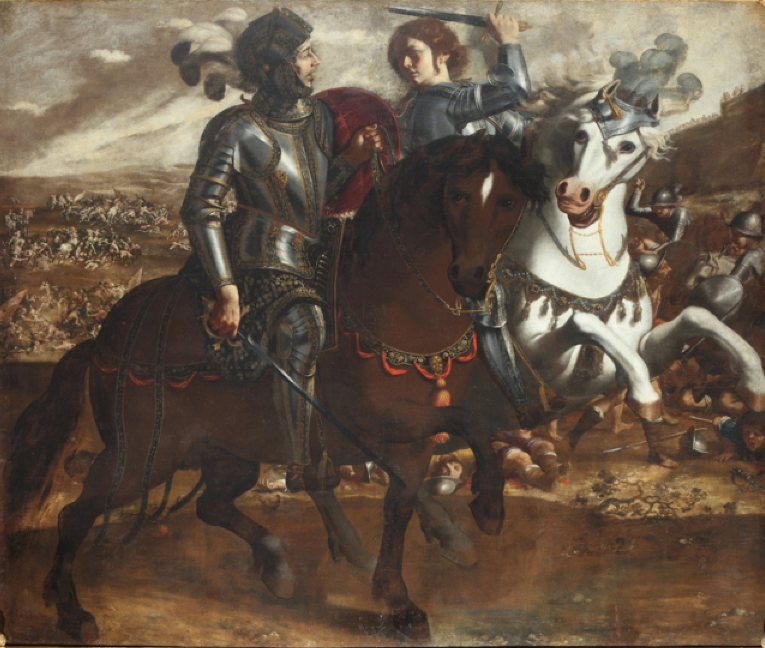
Clorinda si scontra con Tancredi
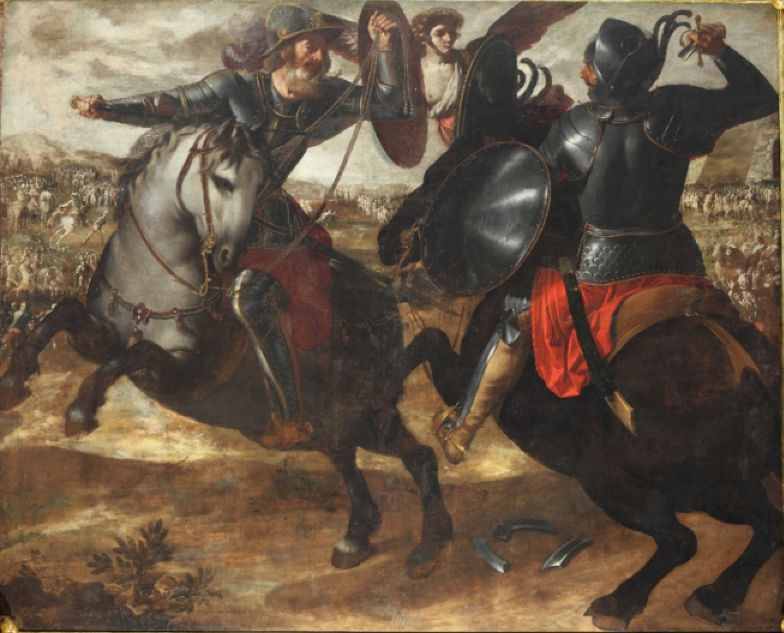
Duello tra Raimondo di Tolosa ed Argante
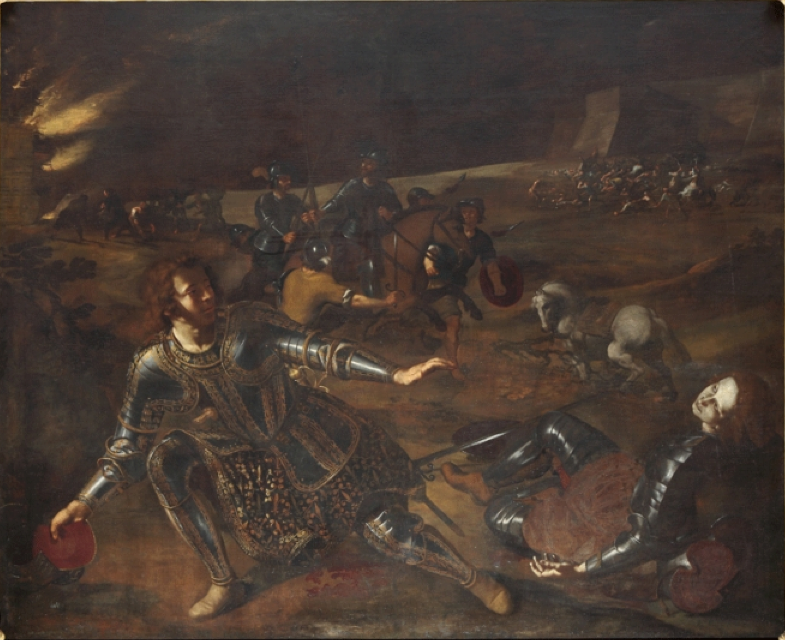
Tancredi dà il battesimo a Clorinda
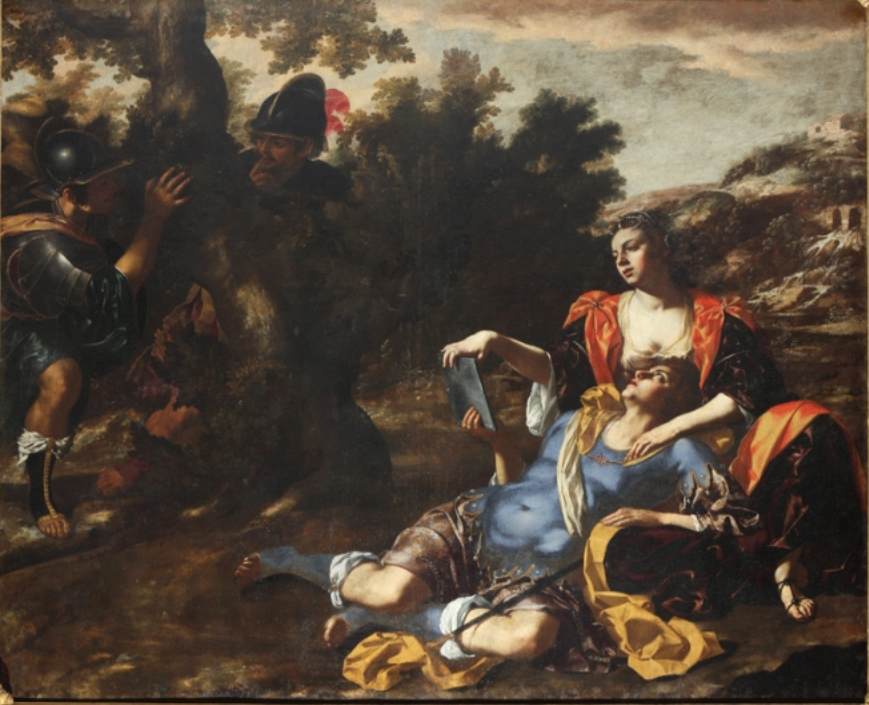
Rinaldo e Armida nel giardino incantato
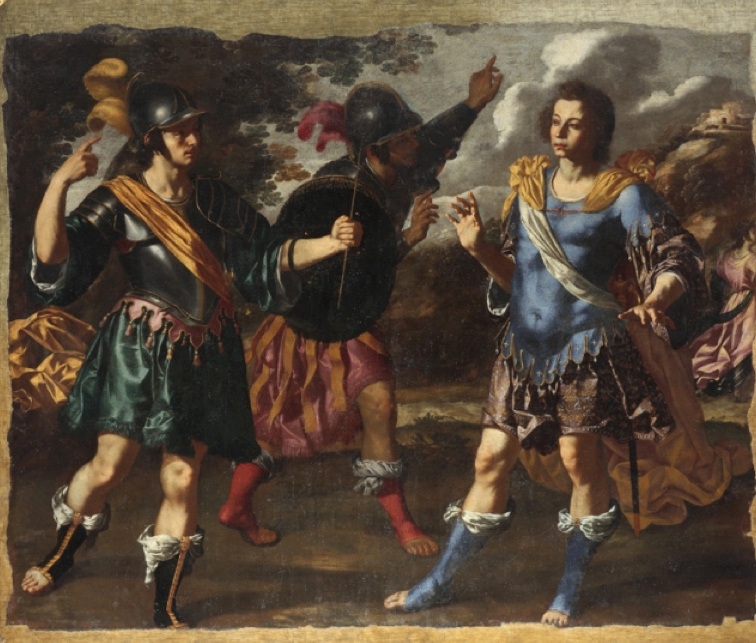
Carlo e Ubaldo richiamano Rinaldo ai propri doveri (o Rinaldo e lo scudo del mago di Ascalona)
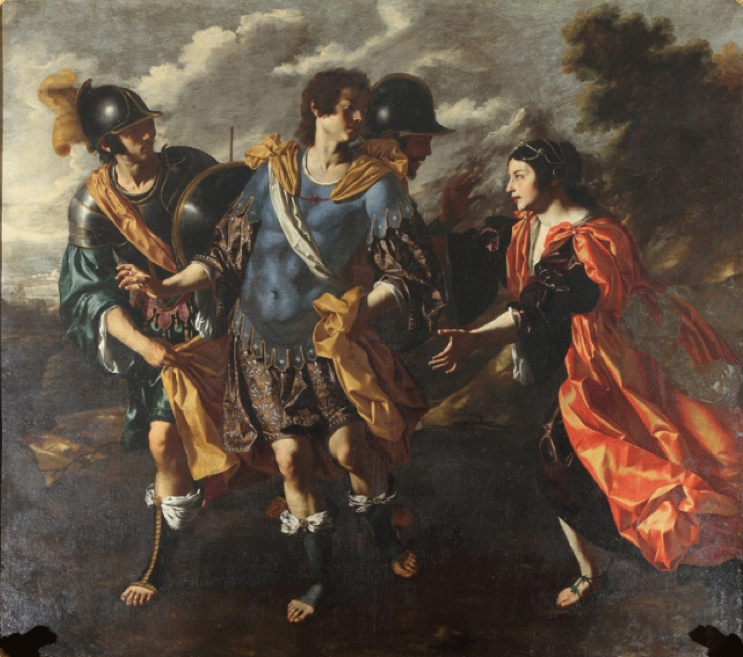
Armida cerca di trattenere Rinaldo
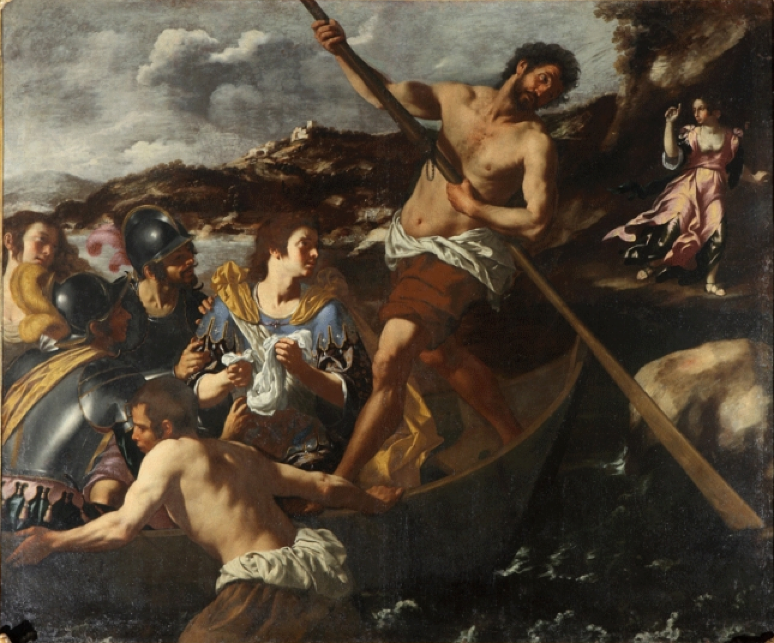
Rinaldo abbandona l'Isola Incantata
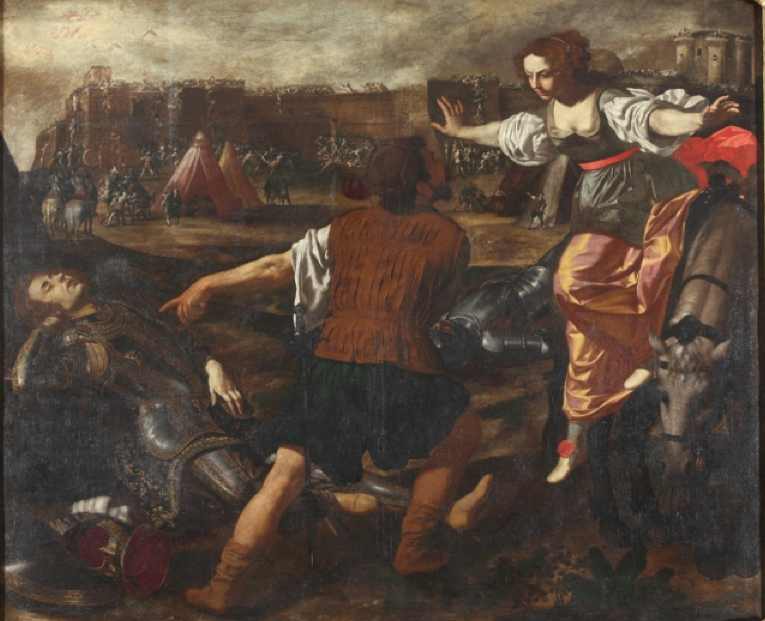
Erminia ritrova Tancredi ferito
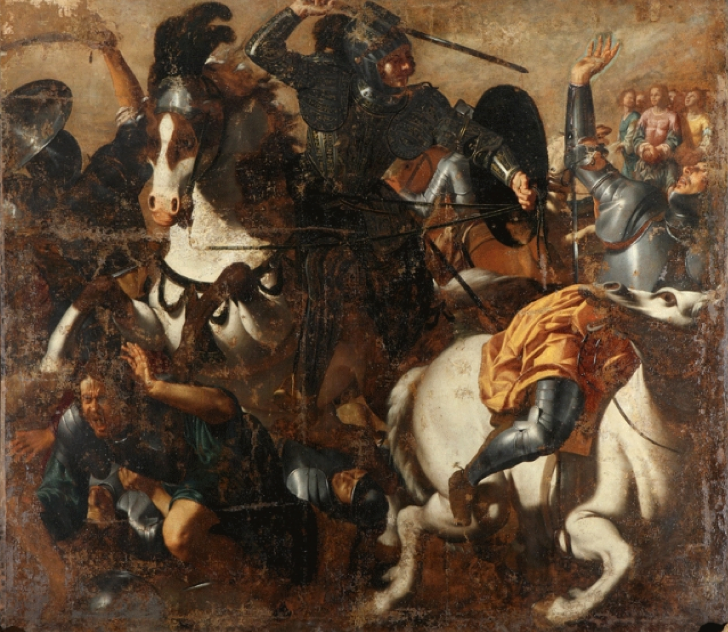
Rinaldo fa strage di nemici